# Pablo Larios
Pablo Larios (castellà: Pablo Larios Iwasaki)  (Zacatepec de Hidalgo, 31 de juliol de 1960 - Puebla de Zaragoza, 31 de gener de 2019) va ser un futbolista mexicà.

## Selecció de Mèxic
Va formar part de l'equip mexicà a la Copa del Món de 1986.